# Koeleria tzvelevii
Koeleria tzvelevii är en gräsart som beskrevs av N.V.Vlassova. Koeleria tzvelevii ingår i släktet tofsäxingar, och familjen gräs. Inga underarter finns listade i Catalogue of Life.